# Skaftslamkrypa
Skaftslamkrypa (Elatine hexandra) är en slamkrypeväxtart som först beskrevs av Lapierre, och fick sitt nu gällande namn av Dc.. Enligt Catalogue of Life ingår Skaftslamkrypa i släktet slamkrypor och familjen slamkrypeväxter, men enligt Dyntaxa är tillhörigheten istället släktet slamkrypor och familjen slamkrypeväxter. Enligt den svenska rödlistan är arten starkt hotad i Sverige. Arten förekommer i Götaland och Svealand. Artens livsmiljö är sjöar och vattendrag. Inga underarter finns listade i Catalogue of Life.

## Bildgalleri

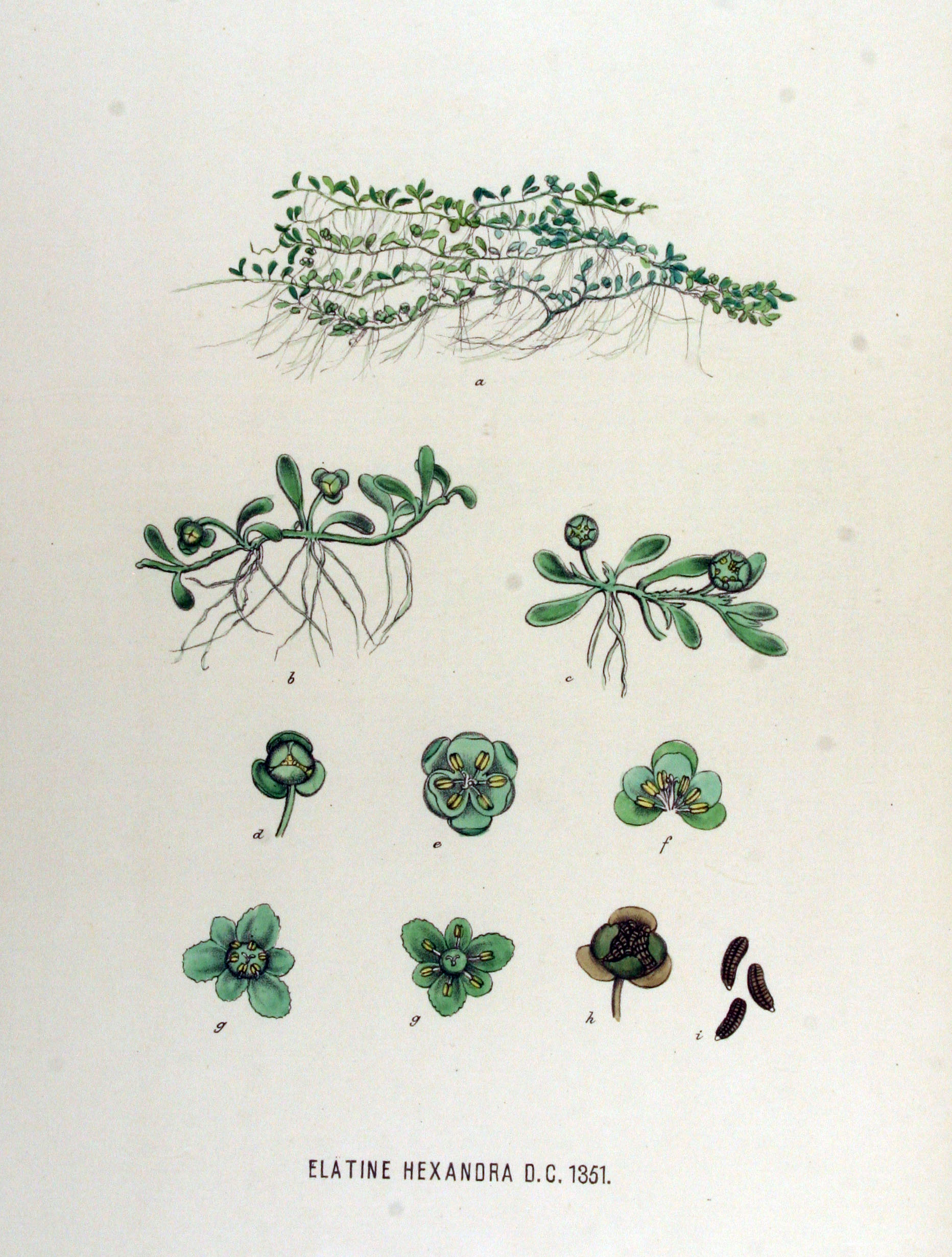
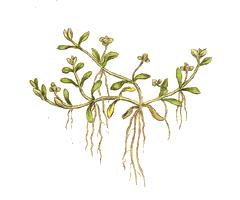